# Yangtaisi
Yangtaisi (chinesisch 杨台寺遗址, Pinyin Yángtáisì yízhǐ) ist eine neolithische Stätte auf dem Gebiet der Stadt Zhumadian in der chinesischen Provinz Henan. Sie hat eine Fläche von 80.000 Quadratmetern. Es wurden Fundamente, huikeng (灰坑), Überreste verschiedener Töpfereiwaren und verschiedene Steinwerkzeuge entdeckt.
Die Yangtaisi-Stätte steht seit 2006 auf der Liste der Denkmäler der Volksrepublik China (6-127).